# Jüdischer Friedhof (Kamenice nad Lipou)
Koordinaten: 49° 18′ 35,6″ N, 15° 5′ 40,4″ O

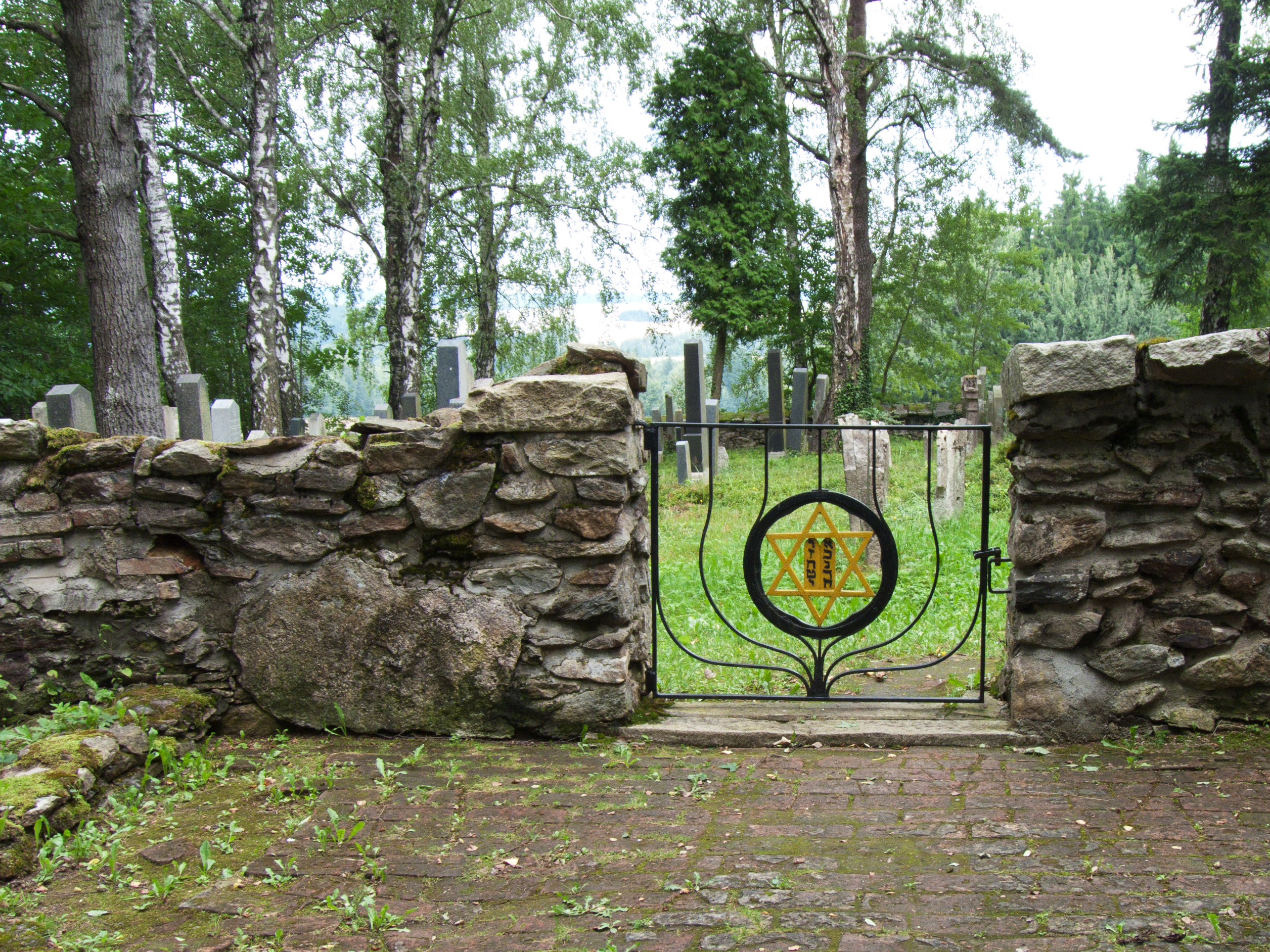
Eingang zum jüdischen Friedhof in Kamenice nad Lipou

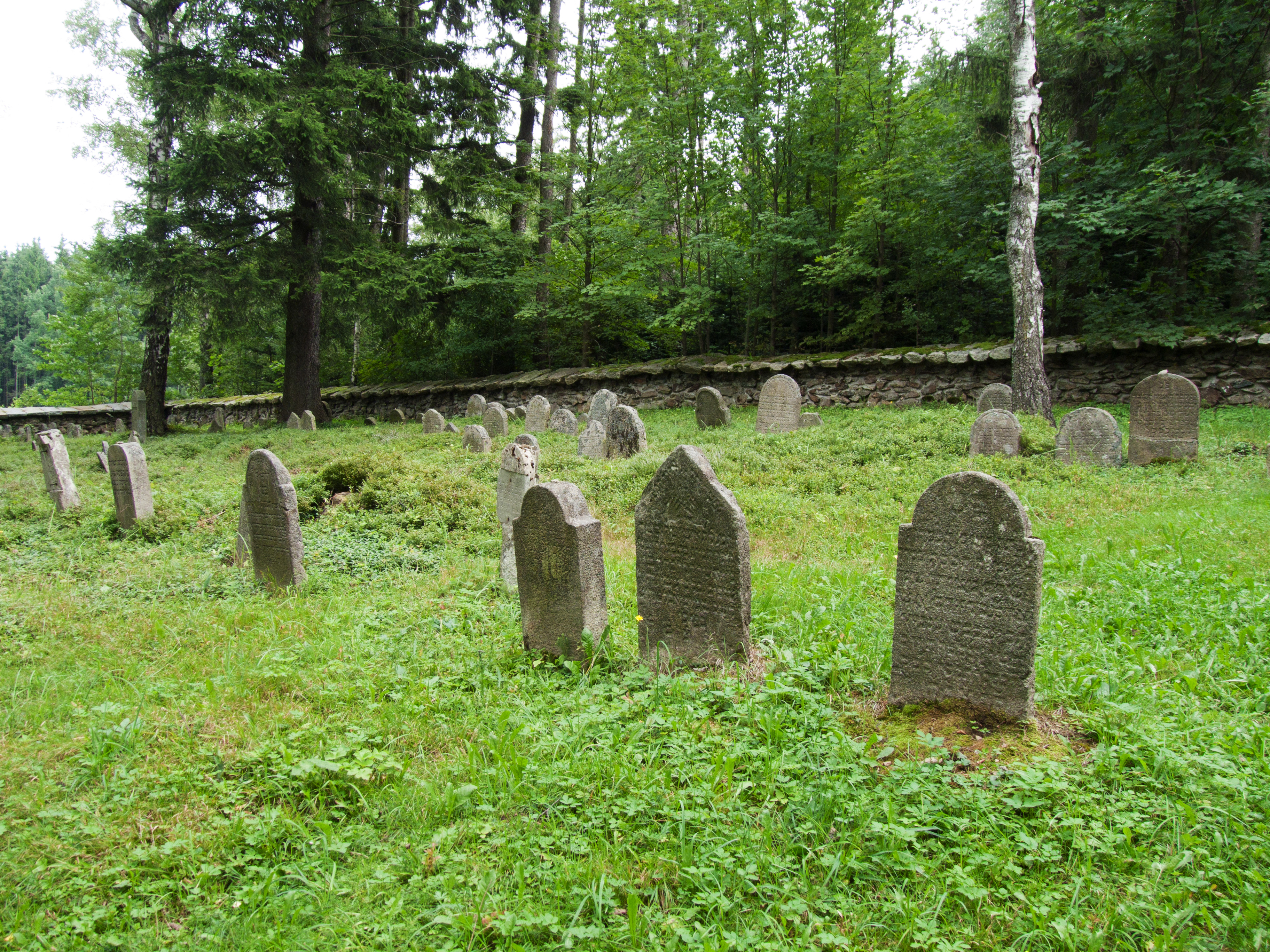
Ansicht

Der Jüdische Friedhof in Kamenice nad Lipou (deutsch Kamnitz an der Linde), einer Gemeinde im Okres Pelhřimov in Tschechien, wurde 1803 angelegt. Der jüdische Friedhof ist seit 1988 ein geschütztes Kulturdenkmal.
Auf dem Friedhof befinden sich noch circa 150 Grabsteine (Mazevot). 